# Amycle grandis
Amycle grandis  (лат.) — вид полужесткокрылых насекомых из семейства фонарницы.

## Распространение
Центральная Америка: Мексика (Sinaloa и Sonora).

## Описание
Среднего размера фонарницы, отличающиеся необычной формой головы. Длина тела 20 — 22 мм (голова 5 мм), основная окраска оранжево-коричневая. Голова с выступом слегка расширяющимся у вершины.
Головной выступ дорзо-вентрально сплющенный (сверху плоский, снизу выпуклый). Задние голени с 4-5 шипиками. Вид был впервые описан в 1991 году американским энтомологом Луисом Б. О’Брайеном (Lois B. O’Brien; Entomology, Florida A & M University, Таллахасси, Флорида, США).